# Djaladat Badrkhani
Djaladat Badrkhani (1883-1938) fou un patriota kurd fill de Amir Amin Ali i net de Badrkhan (mort 1868) príncep kurd de Bohtan de la dinastia Azizànida que va lluitar contra els otomans per la independència del Kurdistan (1836-1845). Va dedicar la seva vida a la causa nacional kurda.
La seva principal activitat fou en el si de la Lliga Nacional Kurda Khoybun de la que fou el primer president el 1927. El 1930 va prendre part a la revolució nacional kurda a Turquia i fracassat el seu intent va fugir a Síria (sota domini francès). Va publicar la revista Hawar (Crida) en francès i kurd i va contribuir al desenvolupament de la cultura kurda i a la preparació de materials escolars en kurd.
Durant la II Guerra Mundial va publicar la revista Runahi (Claredat). Va morir en accident a Damasc el 1951.